# Fläckbröstad myrvireo
Fläckbröstad myrvireo (Dysithamnus stictothorax) är en fågel i familjen myrfåglar inom ordningen tättingar.

## Utseende och läte
Fläckbröstad myrvireo är en liten (12 cm), knubbig och prydligt tecknad myrfågel. Ovansidan är olivgrön, vingarna sotfärgade med vita fläckar på täckarna. Huvudet är grått med ett otydligt streck bakom ögat format av vita prickar. Underisdan är ljusgul, strupen vitaktig och på bröstet syns grå fläckar. Honan skiljer sig från hanen genom rostfärgad, ej grå hjässa. Sången består av en serie med ljudliga accelererande melodiska toner, jämfört med grå myrvireo längre, mindre plötsligt och mer sammanhängande. Även ett frågvist "wurr" hörs som ofta upprepas.

## Utbredning och systematik
Fågeln förekommer i sydöstra Brasilien (östra Minas Gerais i Paraná) och nordöstra Argentina (Misiones). Den behandlas som monotypisk, det vill säga att den inte delas in i några underarter.

## Status och hot
Arten har ett stort utbredningsområde, men tros minska i antal, dock inte tillräckligt kraftigt för att den ska betraktas som hotad. Internationella naturvårdsunionen IUCN listar arten som nära hotad (LC).